# Julian Schmid
Julian Schmid (Oberstdorf, 1 de septiembre de 1999) es un deportista alemán que compite en combinada nórdica.
Participó en los Juegos Olímpicos de Pekín 2022, obteniendo una medalla de plata en la prueba por equipo (junto con Manuel Faißt, Eric Frenzel y Vinzenz Geiger). Ganó cinco medallas en el Campeonato Mundial de Esquí Nórdico, en los años 2023 y 2025.

## Palmarés internacional
| Juegos Olímpicos   | Juegos Olímpicos    | Juegos Olímpicos | Juegos Olímpicos                      |
| Año                | Lugar               | Medalla          | Prueba                                |
| ------------------ | ------------------- | ---------------- | ------------------------------------- |
| 2022               | Pekín (China)       | Medalla de plata | TG + 4 × 5 km por equipo              |
| Campeonato Mundial |                     |                  |                                       |
| Año                | Lugar               | Medalla          | Prueba                                |
| 2023               | Planica (Eslovenia) | Medalla de plata | TN + 10 km individual                 |
| 2023               | Planica (Eslovenia) | Medalla de plata | TG + 4 × 5 km por equipo              |
| 2023               | Planica (Eslovenia) | Medalla de plata | TN + 2 × 2,5 km/2 × 5 km equipo mixto |
| 2025               | Trondheim (Noruega) | Medalla de oro   | TG + 4 × 5 km por equipo              |
| 2025               | Trondheim (Noruega) | Medalla de plata | TN + 2 × 2,5 km/2 × 5 km equipo mixto |